# Brevipalpus khalidae
Brevipalpus khalidae är en spindeldjursart som beskrevs av Hasan, Wakil, Bashir och Kae Kyoung Kwon 2005. Brevipalpus khalidae ingår i släktet Brevipalpus och familjen Tenuipalpidae. Inga underarter finns listade.